# حسین دهباشی
حسین دهباشی (زادهٔ ۲۷ خرداد ۱۳۵۰، تهران) پژوهشگر تاریخ و مستندساز ایرانی است. او دبیر سایت تاریخ آنلاین است و بیشتر به خاطر ساخت مستندهای تبلیغاتی حسن روحانی در یازدهمین انتخابات ریاست جمهوری و نیز مستند به روایت دربار شناخته شده‌است. دهباشی مسئولیت‌های مختلفی به عهده داشته‌است که از جمله آن‌ها مدیریت پروژه تاریخ شفاهی ایران در سازمان اسناد و کتابخانه ملی ایران بود. وی معاون ارتباطات، بین‌الملل و مشارکت‌های بنیاد امور بیماری‌های خاص، عضو خانه سینما و انجمن مستندسازان سینمای ایران و مؤسس و مدیر عامل مؤسسه فرهنگی و هنری نقش جهان هنر است. وی از سال ۱۳۹۴ پروژه تاریخ شفاهی دوره دوم پهلوی و جمهوری اسلامی ایران را آغاز کرده‌است.

## بازداشت در آمریکا
به گزارش انصاف نیوز در سندی که در سایت FBI منتشر شده یک شکایت کیفری که حسین دهباشی را متهم می‌کند ارائه شده‌است. در این سند گفته شده که دهباشی، ۳۸ ساله و اصالتاً ایرانی است. او در حال حاضر با ارائهٔ سندی -که از نادرستی آن اطلاع داشت- در گیترزبورگِ مریلند زندگی می‌کند. در این سند (که در آن ادعا شده نویسنده آن یک مقام عالی رتبهٔ سازمان ملل است) از برنامه‌های مهاجرتی دهباشی دفاع شده‌است. دهباشی در تاریخ یکشنبه، ۶ ژوئن ۲۰۱۰ بازداشت و در دادگاه منطقه‌ای ایالت متحده در بالتیمور حاضر شد. دهباشی در حالی بازداشت شد که در انتظار حکم دادرسی دادگاهی بود که قرار بود چهارشنبه، ۹ ژوئن ۲۰۱۰ در ساعت ۹:۳۰ صبح برگزار شود. اتهامی که به دهباشی زده شده را راد جی روزن‌استین -Rod J. Rosenstein- (وکیل ایالت متحده در منطقهٔ مریلند) ویلیام وینتر -William Winter- (مأمور ویژهٔ مسئول مهاجرت و اجرای قانون گمرک -ICE- در بالتیمور) و ریچارد ای مک‌فیلی -Richard A. McFeely- (مأمور ویژهٔ دفتر تحقیقات فدرال) اعلام کرده‌است.

## تحصیلات و زندگی شخصی
حسین دهباشی زادهٔ ۲۷ خرداد ۱۳۵۰ است. او کارشناسی خود را در رشته مدیریت صنعتی دانشگاه آزاد اسلامی واحد تهران مرکزی گذراند. دهباشی مدرک معادل کارشناسی ارشد خود را با عنوان نشان هنری از وزارت فرهنگ و ارشاد اسلامی دریافت کرده‌است، اما در سال ۱۳۹۴ در هنگام ثبت نام برای نامزدی نمایندگی مجلس شورای اسلامی، این مدرک معادل را نپذیرفتند. او سربازی خود را به عنوان مدیر مرکز تحقیقات در انجمن فیلمسازی دفاع مقدس در جایگاه مشاور معاونت امور بین‌الملل در بنیاد سینمایی فارابی گذراند. وی فعالیت‌های شغلی خود را از همکاری‌های پاره‌وقت به عنوان خبرنگار در مرکز توسعه صادرات ایران و همکاری با خانواده مؤسسه کیهان آغاز کرد و سپس با نگارش در صفحات فرهنگی روزنامه‌های همشهری، ایران کار خود را گسترش داد. سال‌ها بعد وی به عنوان عضو ثابت تحریریه مجلاتی چون ماهنامه نیستان و سردبیری نسخه‌های کاغذی و الکترونیک هفته‌نامه «دانشکده» (ویژه فرهیختگان ایرانی مقیم خارج از کشور) و هم‌زمان با نگارش در روزنامه‌هایی چون جامعه، نشاط و عصر آزادگان، به اوج فعالیت‌های مطبوعاتی‌اش رسید. تا آنکه پس از تجربه ناموفقش در صاحب امتیازی و مدیر مسئولی دوهفته‌نامه «نگار»، کارش را به تدریج به روزنامه‌نگاری تصویری و مستندسازی بین‌المللی تغییر داد.
بخش عمده کارهای مستندسازی حسین دهباشی، در همکاری با شبکه‌های مختلف صدا و سیمای جمهوری اسلامی ایران بوده و از شبکه‌های مختلف درون‌مرزی و برون‌مرزی آن پخش شده‌است. اما یکی از مهم‌ترین کارهای مستند او، مجموعه مفصل پروژه تاریخ شفاهی ایران عصر پهلوی دوم است که هم به صورت فیلم مستند و هم در قالب مجموعه کتاب‌هایی که تاکنون چهار جلد از آن آماده و منتشر شده‌است. در این مجموعه، حسین دهباشی برای اولین بار با ۵۸ نفر از سران حکومت پهلوی دوم مصاحبه کرده که از میان آن‌ها می‌توان به افراد سرشناسی همچون اردشیر زاهدی، منوچهر رزم آرا، سید حسین نصر، شجاع الدین شفا و علینقی عالیخانی اشاره کرد. بیشتر این مصاحبه‌ها در طول چند سال حضور حسین دهباشی در ایالات متحده آمریکا و برخی از کشورهای اروپایی انجام شده‌است.
دهباشی نخستین بار در حدود سال ۲۰۰۰ سعی داشته با روادید خبرنگاری وارد آمریکا شود که پس از بازجویی در فرودگاه از آمریکا اخراج می‌شود. پس از آن مقامات آمریکایی به او اطلاع می‌دهند علت این کار صدور روادید اشتباه برای وی بوده و او می‌تواند مجدداً درخواست روادید کند. در ۶ ژوئن سال ۲۰۱۰ به اتهام جعل توصیه‌نامه از طرف مدیر امور ارتباطات سازمان ملل جهت اخذ اقامت دائم در آمریکا دستگیر شد و با محکومیت ۱۰ سال زندان مواجه بود. ولی پس از دو ماه بازداشت آزاد شد و به ایران برگشت. او FBI را به وارد آوردن فشار به خود متهم کرد.
دهباشی در ۱۹ آبان ۱۳۹۲ از سوی هیئت وزیران به عنوان عضو غیر موظف هیئت مدیره سازمان منطقه آزاد جزیره کیش تعیین و در تاریخ ۱ تیر ۱۳۹۳ به عضویت موظف اصلاح شد. این عضویت در آبان ۱۳۹۵ به پایان رسید و شخص دیگری جایگزین دهباشی شد.
دهباشی در انتخابات سال ۱۳۹۶ شورای شهر تهران نامزد شد و با ۱۶۸۵ رأی در بین ۱۲۵۰ نفر شرکت‌کننده نفر ۲۸۶ام شد.

## فعالیت‌ها

### پروژه تاریخ شفاهی و تصویری ایران عصر پهلوی دوم
حامی پروژهٔ تاریخ شفاهی جمهوری اسلامی کتابخانه ملی ایران بوده‌است. این پروژه در حدود چهارده سال طول کشید و در سه شنبه، ۲۵ آذر سال ۱۳۹۳ در کتابخانه ملی رونمایی شد. مشاور رئیس‌جمهور، حسام الدین آشنا، در مراسم رونمایی این پروژه گفت: «مدعیان این پروژه‌ها در کشور بسیارند، اما دهباشی کسی است که برای این پروژه هزینه کرده‌است. ویژگی اصلی این پروژه، شنیدن تجربیات و صدای مخالفان است که قضاوت آن، به عهده ناظران و مخاطبان تاریخ خواهد بود.»

### مستند به روایت دربار
بنابر گزارش منتشره در کیهان لندن، حسین دهباشی، با این ادعا که پروژه‌ای در خصوص «تاریخ شفاهی دوره پهلوی» به هزینهٔ «کتابخانه کنگره آمریکا» گرفته با ۵۸ نفر از مقامات حکومت پهلوی من‌جمله مهناز افخمی، اردشیر زاهدی، منوچهر رزم آرا، سید حسین نصر، شجاع الدین شفا، علینقی عالیخانی، منوچهر گنجی، هوشنگ نهاوندی و ایرج امینی تماس برقرار کرده و با آنان مصاحبه می‌کند. در سی و سومین سالگرد انقلاب اسلامی ایران بخش‌هایی از گفتگوها تحت نام «رونمایی از مجموعه ملی تاریخ شفاهی و تصویری ایران در عصر پهلوی دوم» از تلویزیون ایران نمایش داده شد. برخی از مصاحبه‌شوندگان گفتند به آن‌ها گفته شد دانشگاه هاروارد و آکسفورد نیز با این پروژه همکاری می‌کنند و آن‌ها اطلاعی نداشتند که سرمایه‌گذار آن صدا و سیما است. مسئول روابط عمومی کتابخانه کنگرهٔ آمریکا نقش آن در انجام مصاحبه‌ها را تکذیب کرد. مسئولان اصلی پروژه علاوه بر دهباشی، حسام‌الدین آشنا استاد دانشگاه امام صادق و مهدی فرجی مدیر شبکه اول سیما بودند. مجید تفرشی در مقالهٔ دیگری در همان روزنامه کتابخانهٔ کنگره طبق قراردادی که با سازمان اسناد و کتابخانه ملی ایران امضا کرده بوده، از حامیان معنوی پروژه بوده است. او گفت قرار بوده یک نسخه تصویری کامل پس از پایان مصاحبه به مصاحبه‌شوندگان داده شود، و برای پخش آن‌ها از مصاحبه‌شونده اجازه بگیرند که «مورد اول در اغلب موارد عملی نشده و مورد دوم نیز هرگز عملی نشد». او دهباشی را حامی آشکار «جنبش سبز» می‌خواند. دهباشی در مصاحبه با خبرگزاری کتاب، ایبنا، اظهار کرد که این پروژه سه ضلع داشته است و صدا و سیما به عنوان یک ضلع از این پروژه، حق برداشت سازمانی از این اثر را نداشته است. او با بیان اینکه، انتخاب گزینشی و پخش بدون اجازه این اثر از صدا و سیما، کتابخانه ملی و تمام تعهدکنندگان این پروژه را نزد مصاحبه‌شوندگان بی‌اعتبار ساخت گفت: کاری که سازمان صدا و سیما در پخش این مستند، بدون اجازه سایر اضلاع آن انجام داده است، خیانت در امانت محسوب می‌شود. وی گفت یکی دیگر از تعهدات انجام شده، این بوده که تنها وقتی اجازه پخش گزینشی این پروژه وجود دارد، که متن کامل آن قبلاً منتشر شده باشد؛ که در حال حاضر، تنها چهار جلد از این مجموعه به چاپ رسیده است.

### دولت روحانی
در جریان انتخابات ریاست جمهوری ۱۳۹۲ ایران، دهباشی در ستاد حسن روحانی مشاور رسانه‌ای او بود و فیلم تبلیغاتی او را ساخت. در نوامبر ۲۰۱۳، دهباشی کلیپی ملهم از «یس وی کن» ("Yes We Can") باراک اوباما را با عنوان نوسفر دربارهٔ مراسم تنفیذ ریاست جمهوری روحانی ساخت. همچنین شعار «چرخ سانتریفیوژها باید بچرخد، چرخ زندگی مردم هم بچرخد» را دهباشی به روحانی پیشنهاد داده بود.
دهباشی در سال ۱۳۹۴، در زمینهٔ رسانه‌ای مؤثرترین عامل رئیس‌جمهور شدن روحانی بود. با شروع به کار دولت روحانی، دهباشی تدریجاً منتقد او شد و در زمینه‌های چون سیاست خارجی و مذاکرات هسته‌ای و برخورد تند دولت با منتقدان از دولت انتقاد کرد. او اعلام کرده از اول مخالف برجام بوده و آن را «قراردادی ذلیلانه و ننگین» می‌داند.

### مجموعه خشت خام
خشت خام مجموعه‌ای با محوریت گفتگو در قالب تاریخ شفاهی است که در اینترنت پخش می‌شود و در آن دهباشی در زمینه تاریخ با افراد صاحب نظر به گفتگو می‌نشیند.

در جریان مصاحبه حسین دهباشی با رسایی او گفت که: 
مطابق داوری خودم و نظر من دوستانی که مشهور به دلواپس و دوستان اصول گرا، محدوده دلواپسی شان آمریکا است، غره و دلبسته روسیه‌اند و در مقابل اصلاح طلب‌ها بگویند یا نگویند دلبسته غرب‌اند، اما همچنان که شما تمام توان خودتان را بسیج کرده‌اید، در رابطه با برجام، که به جهت این که مطابق با آرمان‌های انقلاب، مطابق با قانون اساسی، مطابق با توصیه‌های حضرت امام نیست مقاومت بکنید، ولی از تمام توجیه‌های خودتان استفاده کردید که از اصلی که قانون اساسی به صراحت مشخص کرده (راجع به ممنوعیت دادن پایگاه نظامی به کشورهای خارجی) را بیاید زیر پا بگذارید.
در این مجموعه گفتگوهایی با افرادی نظیر: سید کاظم بجنوردی، ابوالحسن بنی‌صدر، هادی غفاری، فائزه هاشمی رفسنجانی، ابراهیم یزدی، صادق زیباکلام، محمدرضا زائری، حمید رسایی، مهدی خزعلی، محمد نوری زاد، عزت‌الله ضرغامی و مصطفی تاج زاده انجام شده.

## سوابق اجرایی
- معلم دروس اقتصاد و جامعه‌شناسی در مدارس متوسطه تهران (۱۳۶۷–۱۳۷۵)
- قائم مقام گروه تلویزیونی مناسبت‌های ویژه شبکه اول سیمای جمهوری اسلامی ایران (۱۳۷۰–۱۳۷۲)
- نویسنده و کارگردان در گروه تلویزیونی روایت فتح (۱۳۷۲–۱۳۸۲)
- معاون مرکز تحقیقات و رئیس اداره همکاری‌های علمی و بین‌المللی دانشگاه امام صادق (۱۳۷۱–۱۳۷۲)[۲۸]
- مشاور دبیر شورای عالی انقلاب فرهنگی (۱۳۷۲–۱۳۷۳)
- عضو شورای سردبیری ماهنامه فرهنگی و هنری نیستان (۱۳۷۶–۱۳۷۷)
- مدیر مرکز تحقیقات انجمن سینمای دفاع مقدس (۱۳۷۴–۱۳۷۶)
- صاحب‌امتیاز دو هفته‌نامه فرهنگی و هنری نگار (۱۳۸۱–۱۳۸۵)
- دبیر شورای فرهنگی و هنری وزارت فرهنگ و آموزش عالی (۱۳۷۶–۱۳۷۸)
- عضو مؤسس، دبیر و داور جشنواره فیلم و عکس دانشجویان سراسر کشور (۱۳۷۷)
- سردبیر هفته‌نامه الکترونیک دانشکده، ارگان وزارت فرهنگ و آموزش عالی (۱۳۷۷–۱۳۷۸)
- مؤسس و مدیر عامل مؤسسه فرهنگی و هنری نقش جهان هنر (۱۳۷۴ - اکنون)
- عضو خانه سینما و انجمن مستندسازان سینمای ایران (۱۳۸۲ - اکنون)
- مدیر دفتر تاریخ شفاهی و تصویری ایران معاصر (۱۳۸۹–۱۳۹۴)[۲۹]
- مشاور رسانه‌ای و کارگردان مستندهای انتخاباتی حسن روحانی (۱۳۹۲)
- عضو هیئت مدیره و مدیر جزایر اقماری سازمان منطقه آزاد کیش (۱۳۹۲–۱۳۹۳)[۳۰]
- مشاور وزیر در شورای سیاست‌گذاری جوانان وزارت ورزش و جوانان (۱۳۹۲–۱۳۹۳)[۳۱]
- مدیر ارتباطات راهبردی مرکز بررسی‌های استراتژیک ریاست جمهوری (۱۳۹۲–۱۳۹۳)[۳۲]
- مشاور ریاست سازمان اسناد و کتابخانه ملی ایران و مدیر حوزه تاریخ شفاهی ایران (۱۳۹۳–۱۳۹۴)[۳۳][۳۴]
- معاون ارتباطات، بین‌الملل و مشارکت‌های بنیاد امور بیماری‌های خاص (۱۳۹۳ - اکنون)
- مدیر پروژه تاریخ شفاهی سران قوای جمهوری اسلامی ایران (از ۱۳۹۴ تا کنون)[۱]
- داوطلب نمایندگی در مجلس شورای اسلامی دوره دهم
- مالکیت و مدیریت خبرگزاری تاریخ‌آنلاین (۱۳۹۵)
- داوطلب نمایندگی در شورای شهر تهران دوره پنجم

## آثار

### کتاب‌ها
از حسین دهباشی تاکنون چندین کتاب منتشر شده‌است:
- آیندگان و روندگان: تاریخ شفاهی زندگی و آثار داریوش همایون (۱۳۹۴)
- اقتصاد و امنیت: تاریخ شفاهی زندگی و آثار علی‌نقی علیخانی (۱۳۹۴)
- فرماندهی و نافرماندهی: تاریخ شفاهی زندگی و آثار سپهبد خلبان عبدالله آذربرزین (۱۳۹۳)
- حکمت و سیاست: تاریخ شفاهی زندگی و آثار سید حسین نصر (۱۳۹۳)
- شکستن امواج: گزارش برخی از چالش‌های رسانه‌ای و بین‌المللی ایران امروز (۱۳۷۹)
- افغانستان، روزهای سقوط: یادداشت‌هایی از آخرین روزهای حضور ایران در افغانستان (۱۳۷۸)
- پایان‌نامه: بررسی نظام مدیریت دانشگاه امام صادق (۱۳۷۲)[۳۶]
- پایان‌نامه: درآمدی بر برنامه‌ریزی و مدیریت تولیدات سینمایی در ایران (۱۳۷۴)

### مستندها
حسین دهباشی کار مستندسازی حرفه‌ای را از سال ۱۳۷۷ آغاز کرد و تاکنون آثار زیر را به صورت مستقل یا اشتراکی، تهیه یا کارگردانی کرده‌است:
- مستند ۲۷ دقیقه‌ای «افغانستان… روزهای سقوط» که روایتی از سفر به افغانستان پیش از استیلای طالبان است و در سال ۱۳۷۷ از شبکه سحر به نمایش درآمده‌است.
- مجموعه مستند شش قسمتی «عطر سیب، شکوفه زیتون» دربارهٔ مقطع خروج نیروهای اسرائیلی از لبنان که در سال ۱۳۷۹ در مجموعه روایت فتح به نمایش درآمد.
- مجموعه مستند «سنگ و ستاره» دربارهٔ شامات با تکیه بر سرزمین فلسطین که در سال ۱۳۸۰ در قالب چهار قسمت در روایت فتح به نمایش درآمد.
- مجموعه مستند غرب‌شناسی و سفرنامه ۸ کشور اروپایی با عنوان «سفری به شهر فرنگ» که در سال‌های ۱۳۷۸ تا ۱۳۸۰ در قالب ۲۴ قسمت از روایت فتح پخش شد.
- مجموعه مستند «نفت و شکلات» دربارهٔ پیشینه و حال مسجد سلیمان در قالب چهار قسمت سی دقیقه‌ای که در سال‌های ۷۹ و ۸۰ به نمایش درآمدند.
- مجموعه مستند «جنگ ورای تصویر» که در سال ۱۳۸۰ در شش قسمت سی‌دقیقه‌ای از شبکه چهار سیما پخش شد.
- مجموعه مستند ده قسمتی «عراق نگاهی از درون» که در سال ۱۳۸۰ تا ۱۳۸۱ از شبکه اول سیما پخش شد.
- مجموعه مستند «عدالت بدون مرز» دربارهٔ حقوق بین‌الملل و ارکان آن در شهر لاهه هلند، که در قالب شش قسمت از سال ۱۳۸۱ تا ۱۳۸۲ از شبکه سحر پخش شد.
- مجموعه مستند شرق‌شناسی «قصه‌های چین و ماچین» دربارهٔ هند، چین و ژاپن (مجموعه ناتمام)
- مجموعه مستند «چشم‌های شیشه‌ای» با موضوع مقایسه رسانه‌های بین‌المللی در عراق و افغانستان که در قالب ۱۴ قسمت سی‌دقیقه‌ای در سال‌های ۱۳۸۲ تا ۱۳۸۴ از شبکه العالم پخش شد.
- مجموعه مستند «کاخ شیشه‌ای سیاست» در بررسی ساختاری سازمان ملل متحد که در سال‌های ۱۳۸۴ تا ۱۳۸۵ در قالب ۱۴ قسمت سی دقیقه‌ای از شبکه العالم پخش شد.
- مستند چهل دقیقه‌ای «Who to believe» در نقد شبکه‌های تلویزیونی جهانی که در سال ۱۳۸۶ در دانشگاه جرج تاون آمریکا به نمایش درآمد.
- مجموعه مستند «تهران، تگزاس» دربارهٔ گروه‌های ضد جنگ در آمریکا که در قالب یک مجموعه ۴ قسمتی از شبکه پرس تی‌وی در سال ۱۳۸۶ پخش شد.
- مجموعه مستند ۶ قسمتی «اسلام در آمریکا» که در سال‌های ۱۳۸۷ و ۱۳۸۸ از شبکه پرس تی‌وی پخش شد.
- مجموعه مستند ده قسمتی «آمریکا، نگاهی از درون» که در سال ۱۳۸۹ از پرس‌تی‌وی پخش شد.
- مستند «یک پژوهش ناتمام» دربارهٔ تاریخ انقلاب از نگاه درونی که به مدت ۶۳ دقیقه از شبکه یک سیما در سال ۱۳۹۰ پخش شد.
- مستند «The YOU» دربارهٔ کشتار در دانشگاه ویرجینیاتک که به مدت ۳۴ دقیقه از شبکه پی‌بی‌اس آمریکا پخش شد.
- مستند انتخاباتی حسن روحانی با عنوان «این بهاری است که در پشت زمستان مانده» به مدت ۳۰ دقیقه که در سال ۱۳۹۱ از شبکه اول سیما پخش شد.
- مستند انتخاباتی حسن روحانی با عنوان «امشب شب شماست» به مدت ۳۰ دقیقه که در سال ۱۳۹۲ از شبکه اول سیما پخش شد.
- موزیک‌ویدئوی «نو سفر» دربارهٔ حسن روحانی در انتخابات ریاست جمهوری ایران در سال ۱۳۹۲
- مستند «حکمت و سیاست» دربارهٔ زندگی و آثار  سید حسین نصر که در سال ۱۳۹۳ از شبکه یک سیما پخش شد.
- مستند «فرماندهی و نافرمانی» دربارهٔ زندگی و آثار سپهبد خلبان عبدالله آذربرزین که در سال ۱۳۹۳ از شبکه یک سیما پخش شد.
- در سال ۱۳۹۰، دهباشی کلیپی با حضور گروهی از هنرمندان، ورزشکاران و ستاره‌ها ساخت که مردم را به کمک به بنیاد کودک تشویق می‌کرد.[۳۷]
- مجموعه مستند-مصاحبه اینترنتی «خشت خام» دربارهٔ خاطرات و سؤال از افراد سرشناس سیاسی-اجتماعی
- حسین دهباشی در حال ساخت مجموعه مستند «رازها و دروغ‌ها» دربارهٔ خاطرات و خطرات رجال سیاسی، فرهنگی و نظامی پهلوی دوم است که قرار است در قالب مجموعه‌ای ۲۶ قسمتی از شبکه یک سیما پخش شود و حواشی و جنجال‌هایی نیز به دنبال داشته‌است.[۳۸]